# Cabeza del Redentor
Cabeza del Redentor es una pintura del maestro veneciano Giovanni Bellini creada alrededor de 1500-1502 y conservada en la Galería de la Academia de Venecia. La pintura fue donada a la Galería en 1838 por Girolamo Contarini.

## Descripción y estilo

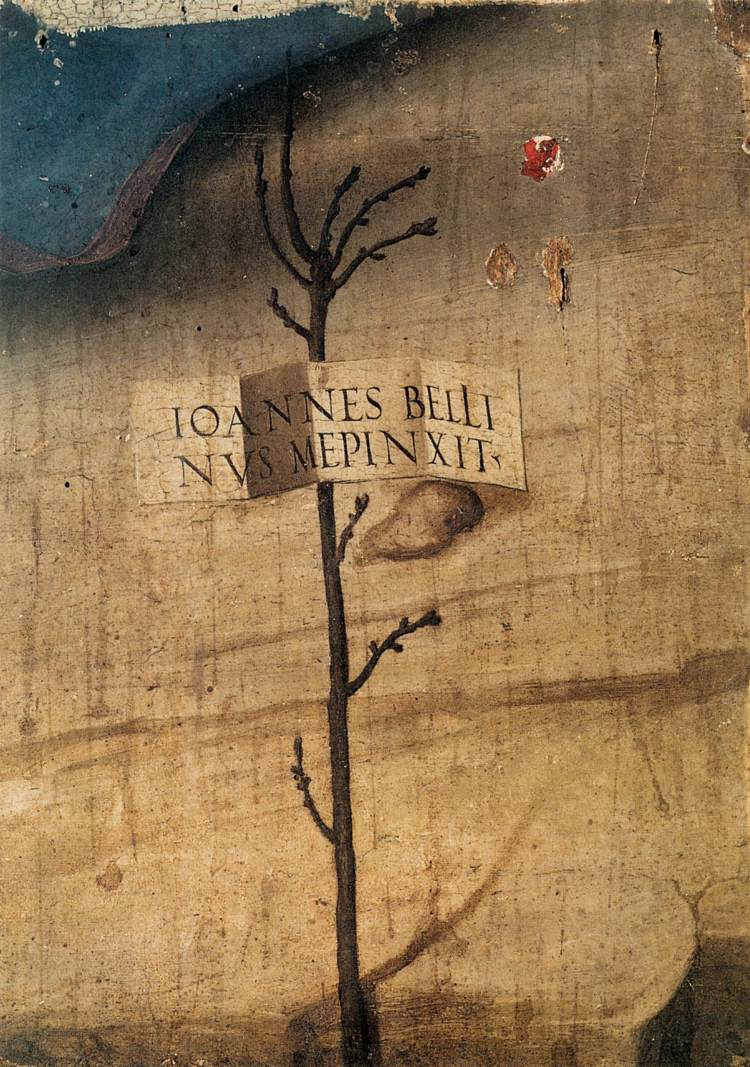
El cartelito con la firma.

Se trata de un fragmento de una escena más grande de la Transfiguración, otro fragmento superviviente de la misma obra, que correspondería a abajo a la derecha, muestra un arbusto desnudo que lleva un pergamino con la firma "IOANNES BELLINUS ME PINXIT" (Me pintó Giovanni Bellini). 
Suavemente iluminado, Jesús mira hacia arriba consciente de su doble naturaleza: divina y humana.